# ロジアン侯爵
ロジアン侯爵 (ロジアンこうしゃく、英:Marquess of Lothian) はスコットランド貴族の爵位の1つ。 
ロジアン伯位を前身として、ロバート・カーが1701年に叙されたことロジアン侯爵に始まる。ロジアン侯爵家当主は代々カー氏族の氏族長を務める。ロジアン侯爵家は1821年に連合王国貴族爵位であるカー男爵に叙されたため、以降カー家の当主は自動的に英国貴族院に議席を持つことができた。
現当主である第13代ロジアン侯は保守党所属の政治家であり、マイケル・アンクラムの名で知られている。彼自身、2010年に一代貴族としてモンテヴィオットのカー男爵に叙されており、その爵位をもって現在もなお貴族院に籍を置いている。カー家は現在、モンテヴィオットハウスを本拠地としているが、以前はニューバトルアベイやブリッキングホールも所有していた (いずれも現在はナショナル・トラストの管理下にある)。

## 歴史
カー家の貴族としての歴史は16世紀中葉まで遡ることができる。マーク・カーが1591年にニューバトル卿位を得たことがその始まりである。1633年にはマークの親戚であるロバート・カーもアンクラム伯爵に叙されている。ニューバトル卿はその後、1606年にさらにロジアン伯爵に位階を進めた (いずれの爵位の継承条件は初代伯の男系直系尊属)。その息子の2代伯ロバート・カーには娘しかいなかったため爵位を一度王冠に返したのち、彼の娘アン・カー及びその子孫に相続を認めた承継条件を持つ同名の2爵位を得た。アンの死後、爵位はウィリアム (初代アンクラム伯ロバートの末子。その後、ウィリアムの父の持つアンクラム伯爵位は彼の兄チャールズに嗣子がなかったため休止した。) に継承されたが、彼自身が1631年にロジアン伯爵位及びニューバトルのカー卿位を得たため、父と同名の爵位を得ることとなった。
その後を襲った息子のロバートは父の得た伯爵位に加えて、ニスベット、ランヌートン、ドルフィンストンのカー卿に叙されたほか、叔父チャールズがかつて保持していたアンクラム伯爵位の復活を認められた。
更に彼は位階を進めて、1701年にはロジアン侯爵、ニューバトル、オクスナム、ジェドバラ、ドルフィンストン及びニスベットのカー卿、ブライエン子爵に叙されたほか、彼自身の爵位としてアンクラム伯爵位 (第2期) を与えられた。
その後、2代侯がジェドバラ卿を継承したほか、6代侯が1821年にカー男爵に叙されており、以降その子孫が連綿と現在に至っている。

## 現当主の保有爵位
現当主である第13代ロジアン侯爵マイケル・カーは、以下の爵位を有している。
- 第13代ロジアン侯爵(13th Marquess of Lothian)
(1701年6月23日の勅許状によるスコットランド貴族爵位)
- 第14代ロジアン伯爵(14th Earl of Lothian)
(1631年10月31日の勅許状によるスコットランド貴族爵位)
- 第15代アンクラム伯爵(15th Earl of Ancram)
(1633年6月24日の勅許状によるスコットランド貴族爵位)
- 第13代ブリーン子爵(13th Viscount of Briene)
(1701年6月23日の勅許状によるスコットランド貴族爵位)
- 第16代ジェドバラ卿(16th Lord Jedburgh)
(1621/2年2月2日の勅許状によるスコットランド貴族爵位)
- 第14代ニューボトル卿(14th Lord Newbottle)
 (1631年10月31日の勅許状によるスコットランド貴族爵位)
- 第15代ニスベット、ランヌートン及びドルフィンストンのカー卿(15th Lord Kerr of Nisbet, Longnewtoun and Dolphinstoun)
 (1633年6月24日の勅許状によるスコットランド貴族爵位))
- 第13代ニューボトル、オクスナム、ジェドバラ、ドルフィンストン及びニスベットのカー卿(13th Lord Ker of Newbottle, Oxnam, Jedburgh, Dolphinstoun and Nisbet)
(1701年6月23日の勅許状によるスコットランド貴族爵位)
- 第8代ロクスバラ州カーシューのカー男爵(8th Baron Ker, of Kershaugh in the County of Roxburgh)
(1821年7月17日の勅許状による連合王国貴族爵位)
- ロクスバラ州モンテヴィオットにおけるモンテヴィオットのカー男爵(Baron Kerr of Monteviot, of Monteviot in Roxburghshire)
(2010年11月22日の勅許状による連合王国一代貴族爵位)

## 一覧

### ロジアン伯爵（第1期;1606年）
- 初代ロジアン伯爵マーク・カー（英語版） (1553年 - 1609年)
- 第2代ロジアン伯爵ロバート・カー（英語版） (? - 1624年)
- 第3代ロジアン女伯爵アン・カー (? - 1667年)
- 第4代ロジアン伯爵 （第2代ロジアン伯爵・第3代アンクラム伯爵) ロバート・カー (1636年 - 1703年) (1701年にロジアン侯爵創設)

### ロジアン伯爵（第2期;1631年）
- 初代ロジアン伯爵ウィリアム・カー（英語版） (1605年 - 1675年)
- 第2代ロジアン伯爵ロバート・カー（1636年 - 1703年）（1701年にロジアン侯爵創設）

以降の歴代伯爵はロジアン侯爵（1701年）を参照。

### ジェドバラ卿（1621/2年）
- 初代ジェドバラ卿アンドリュー・カー (?年 - 1633年)
- 第2代ジェドバラ卿アレクサンダー・カー (1590年 - 1650年)（後に姓をカーに改める）
- 第3代ジェドバラ卿ジョン・カー (?年 - 1670年)
- 第4代ジェドバラ卿ロバート・カー (?年 - 1692年)
- 第2代ジェドバラ卿ウィリアム・カー (1661年 - 1722年)（1703年にロジアン侯爵を継承）

以降の歴代卿はロジアン侯爵（1701年）を参照。

### アンクラム伯爵（1633年）
- 初代アンクラム伯爵ロバート・カー（英語版） (1578年 - 1654年)
- 第2代アンクラム伯爵チャールズ・カー（英語版） (?年 - 1690年)
- 第3代アンクラム伯爵ロバート・カー（1636年 - 1703年）（1701年にロジアン侯爵創設）

以降の歴代伯爵はロジアン侯爵（1701年）を参照。

### ロジアン侯爵（1701年）
- 初代ロジアン侯爵ロバート・カー (1636年 - 1703年)
- 第2代ロジアン侯爵ウィリアム・カー (1661年 - 1722年)（1692年にジェドバラ卿位を継承）
- 第3代ロジアン侯爵ウィリアム・カー (1690年 - 1767年)
- 第4代ロジアン侯爵ウィリアム・ヘンリー・カー（英語版） (1713年 - 1775年)
- 第5代ロジアン侯爵ウィリアム・ジョン・カー（英語版） (1737年 - 1815年)
- 第6代ロジアン侯爵ウィリアム・カー (1763年 - 1824年)
- 第7代ロジアン侯爵ジョン・ウィリアム・ロバート・カー（英語版） (1794年 - 1841年)
- 第8代ロジアン侯爵ウィリアム・ションバーグ・ロバート・カー (1832年 - 1870年)
- 第9代ロジアン侯爵ションバーグ・ヘンリー・カー（英語版） (1833年 - 1900年)
- 第10代ロジアン侯爵ロバート・ショーンバーグ・カー (1874年 - 1930年)
- 第11代ロジアン侯爵フィリップ・ヘンリー・カー（英語版） (1882年 - 1940年)
- 第12代ロジアン侯爵ピーター・フランシス・ウォルター・カー（英語版） (1922年 - 2004年)
- 第13代ロジアン侯爵マイケル・アンドリュー・フォスター・ジュード・カー（英語版） (1945年 -)

推定相続人は12代侯ピーターの弟であるラルフ・ウィリアム・フランシス・ジョセフ・カー (1957年 - )であり、その推定相続人は彼の息子ジョン・ウォルター・ドナルド・ピーター・カー (1988年 -)である。

### 註釈
1. ↑  1606年創設のロジアン伯爵位に関しては初代侯爵がその継承を拒否されているため[1][2]、本項には記載しない。